# كلينغاندي
كلينغاندي (بالفرنسية: Klingande)‏ وإسمه سيدريك شتينمايلر (بالفرنسية: Cédric Steinmyller)‏ هو دي جي وعازف بيانو وسكسفون فرنسي ولد في يوم 30 نوفمبر 1991 في بلدة كروا في فرنسا، سمى نفسه كينغ أن دي وألذي يعني الدق في اللغة السويدية. إشتهر بعد إطلاقه لأغنية جوبيل في سنة 2013 التي إحتلت المراتب الأولى في عدة دول.

## روابط خارجية
- كلينغاندي على موقع ميوزك برينز (الإنجليزية)
- كلينغاندي على موقع أول ميوزيك (الإنجليزية)
- كلينغاندي على موقع ديسكوغز (الإنجليزية)